# Serfőzy Etel
Halasi Béláné Serfőzy Etel (Szeged, 1864. október 31. – Debrecen, 1929. december 7.) színésznő.

## Családja
Atyja Serfőzy György 1848-49-iki honvéd főhadnagy, gőzhajózási tisztviselő (Kapi-Pálvágás, 1818. dec. 28. – Szeged, 1898. dec. 16.) anyja Unger Mária (megh. Szabadkán 62 éves korában, 1900. december) volt. Férje Halasi Béla operaénekes. Testvérei, Serfőzy György, Serfőzy Zseni (Rubos Árpádné), Serfőzy Mariska (Németh Elekné), Serfőzy Ida (Várady Aladárné) szintén a színészmesterséget választották hivatásul.

## Életútja
1864. november 13-án keresztelték Szegeden. Színpadra lépett 1881-ben, Beödy Gábor színigazgatónál. A színészi pályát 1886-ban kezdte meg Szabadkán, Gerőfy Andor színigazgatása alatt, ahol egy évig működött. Utána Krecsányi Ignác híres színtársulatához került Debrecen, Pozsony, Nagyvárad, Aradra, ahol három esztendőt töltött el, majd Jakab Lajos székesfehérvári társulatánál két esztendőt. A Somogyi Károly igazgatása alatt állott pécsi, győri balatonfüredi és soproni társulatnál játszott ezután s az akkor már ünnepelt szubrettprimadonna Sopronban kiváló művészete révén nagy érdemeket szerzett a németajkú lakosság magyarosításában. Kecskeméten működött ezután Pesti Ihász Lajos társulatánál egy évig, majd Komjáthy János igazgatása alatt Győr Sopronban két évig, majd újra Krecsányi Ignáchoz szerződött Temesvárra, ahol két évig játszott s azután Budapestre került Feld Zsigmond városligeti színkörébe. Itt egy évig működött, éppúgy mint utána Csóka Sándor szabadkai társulatánál. Ezután Rakodczay Pál igazgatóval megnyitotta a kecskeméti új színházat, majd Szendrey Mihályhoz szerződött a kassai új színház megnyitásának évében. Két esztendeig működött ott s akkor férje, Halasi Béla a Magyar Színház Népszínház és a Nemzeti Színház kiváló tagja színigazgató lett s 1901-től kezdve járták a magyar vidéki színészek vándorútját. Együtt nyitották meg a sátoraljaújhelyi új színházat, bejárták a Felvidéket, játszottak Munkácson, Besztercebányán, Losoncon, Siófokon és Békéscsabán. A színtársulat azonban a mostoha viszonyok következtében anyagilag tönkrement, s Halasiné elszerződött Heves Bélához Marosvásárhelyre, ahol egy évig működött, majd Polgár Károly délvidéki kerületében, Zombor, Nagybecskerek, Lugoson játszott egy évig, majd Krémer Sándornál Szabadka-Baján két esztendeig. Ismét visszakerült ezután Debrecenbe, ahová 1912-ben Zilahy Gyula társulatához szerződött és megmaradt a Mezey-rezsim alatt is 1916-ig, amikor Füredi Béla pécsi társulatához ment. 1921-ig játszott itt és ekkor szerződött vissza a Kardoss-rezsim alatt a Csokonai színházhoz, amelynek egyik legkiválóbb tagja volt. 1927 márciusában ünnepelte negyvenéves színészi jubileumát. Halálát szívbénulás okozta. Temetésén a Színészegyesület nevében Géczy István búcsúztatta.
Kiváló énekesnő volt, gazdag repertoárral rendelkezett. A vidéken igen kedvelt művésznő hírében állt, s férjével mindenütt megosztotta elért sikereit. Később mint komika működött és e téren is az elsők között örökítette meg nevét a színészet története.